# Olympia-Eissport-Zentrum
Das Olympia-Eissport-Zentrum ist eine Eissportanlage in Garmisch-Partenkirchen. Es umfasst drei überdachte Hallen (davon eine Curlinghalle) und einen nicht überdachten Außenbereich mit einer Eisfläche und einem Spielfeld für Eisstockschützen.
Neben seiner Funktion als Bundesleitungszentrum für Curling und Eisstock wird es vom SC Riessersee, vom SC Garmisch-Partenkirchen und vom TSV Farchant als Spiel- und Trainingsstätte genutzt.

## Geschichte
Der Bau des Olympia-Eisstadions, das bis heute die größte Halle ist, wurde angesichts der Olympischen Winterspiele 1936 im August 1934 begonnen und nach nur 106 Arbeitstagen im Dezember 1934 abgeschlossen. Die Pläne stammten von Hanns Ostler und Theo Pabst (Eisanlage). Das damals noch nicht überdachte Stadion bot Platz für 7.000 Zuschauer.
Bereits im Jahr 1939 erfolgten aufgrund der erneut nach Garmisch-Partenkirchen vergebenen Olympischen Winterspiele 1940 erste Um- und Erweiterungsarbeiten. Eine von Hanns Ostler geplante umfangreiche Umgestaltung des Areals, die den Ersatz des Stadions durch drei Eisbahnen mit insgesamt 9.000 m² Eisfläche, den Bau einer Trainingshalle und den Bau einer großen 400 m-Eisschnelllaufbahn vorsah, wurde allerdings nicht realisiert.
Die vollständige Überdachung des Stadions erfolgte 1964 nach einem Entwurf von Franz Hart durch die Firmen Frisch/Krupp-Altlach. Zu den damaligen Umbauarbeiten gehörte zudem der Umbau der Tribünen, sodass die maximale Kapazität seit 1964 10.500 Plätze betrug.
Am 4. April 1987 wurde das Dach des Stadions von einem starken Föhnsturm vollständig abgedeckt. Der Schaden belief sich auf 1 Mio. DM.
Im Jahr 1994 wurde das Stadion zum bisher letzten Mal umfangreich umgebaut. So wurde im Olympia-Eisstadion die bis dahin nur Stehplätze umfassende Südtribüne zu einer reinen Sitzplatztribüne umgebaut. Seitdem bietet diese Halle Platz für 6.926 Zuschauer. Außerdem wurde im Rahmen des Umbaus südlich der bestehenden Halle eine weitere überdachte Eishalle mit einer 670 Personen fassenden Tribüne und eine Curlinghalle mit drei Bahnen angebaut.

## Veranstaltungen
Das Olympia-Eissport-Zentrum wird vielfach für verschiedene Turniere genutzt:
- Olympische Winterspiele 1936 (galt zugleich Eishockey-Welt- und Europameisterschaft)
- Eishockey-Europameisterschaft der U19-Junioren 1969
- Curling-Weltmeisterschaft der Herren 1972
- Curling-Weltmeisterschaft der Herren 1982
- Eishockey-Europameisterschaft der U18-Junioren 1984
- Curling-Weltmeisterschaft der Herren 1992
- Curling-Weltmeisterschaft der Damen 1992
- Davis Cup 2009 (Achtelfinale Deutschland gegen Österreich)
- Eishockey-Weltmeisterschaft der U20-Junioren 2012 (Division I A)

## Galerie

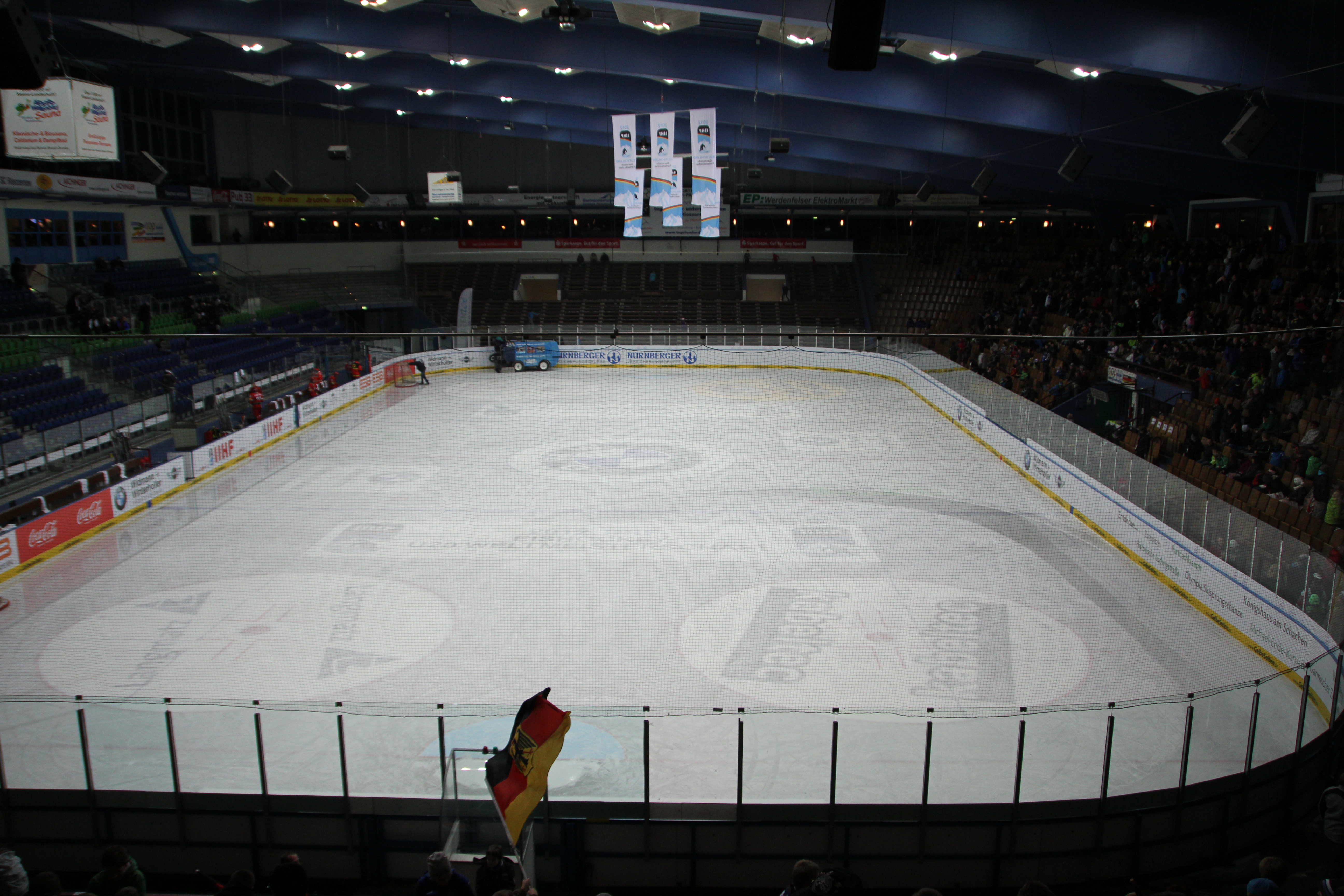
Innenansicht von Osten nach Westen
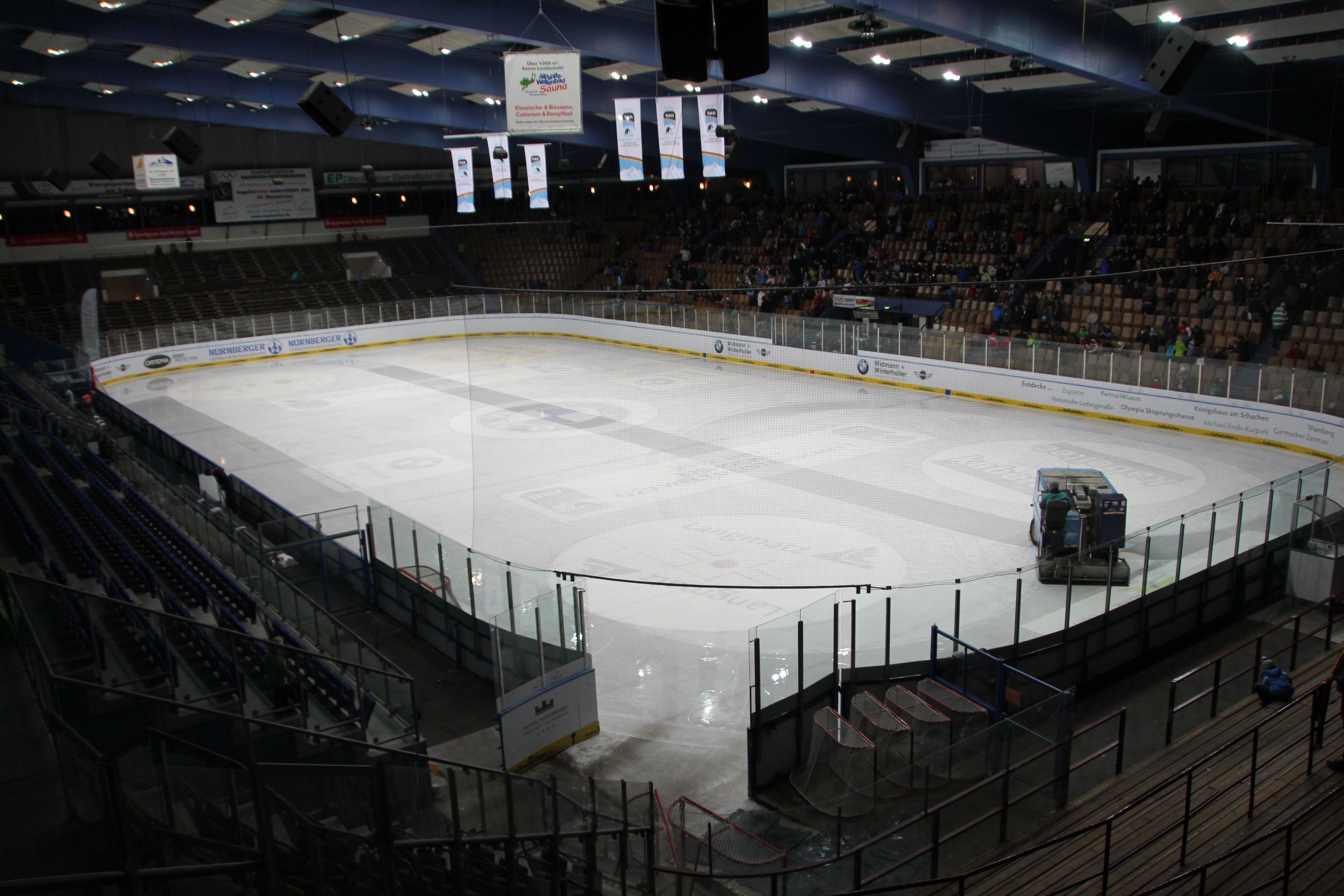
Innenansicht von Süd-Osten nach Nord-Westen
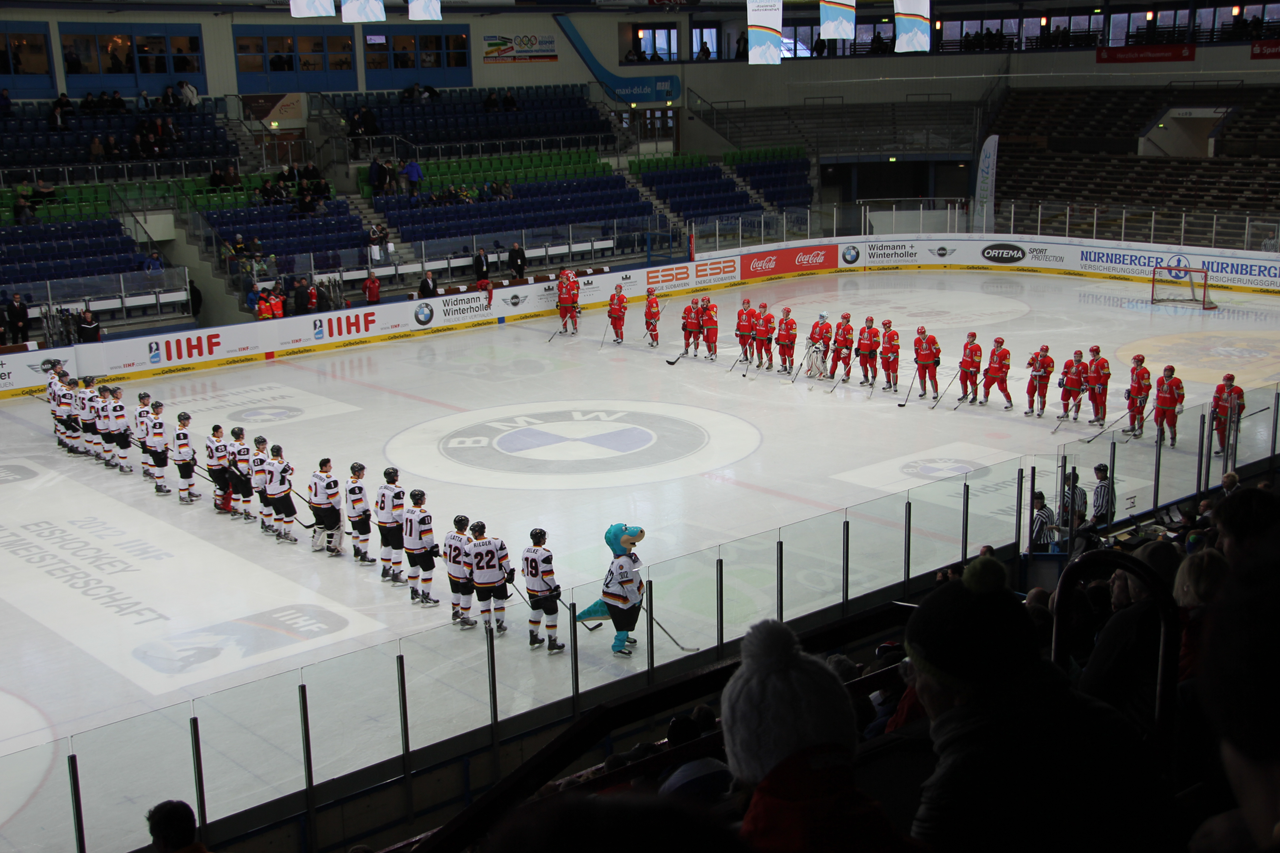
Aufstellung der Mannschaften aus Deutschland und Belarus bei der U20-Junioren-Weltmeisterschaft der Division IA 2012
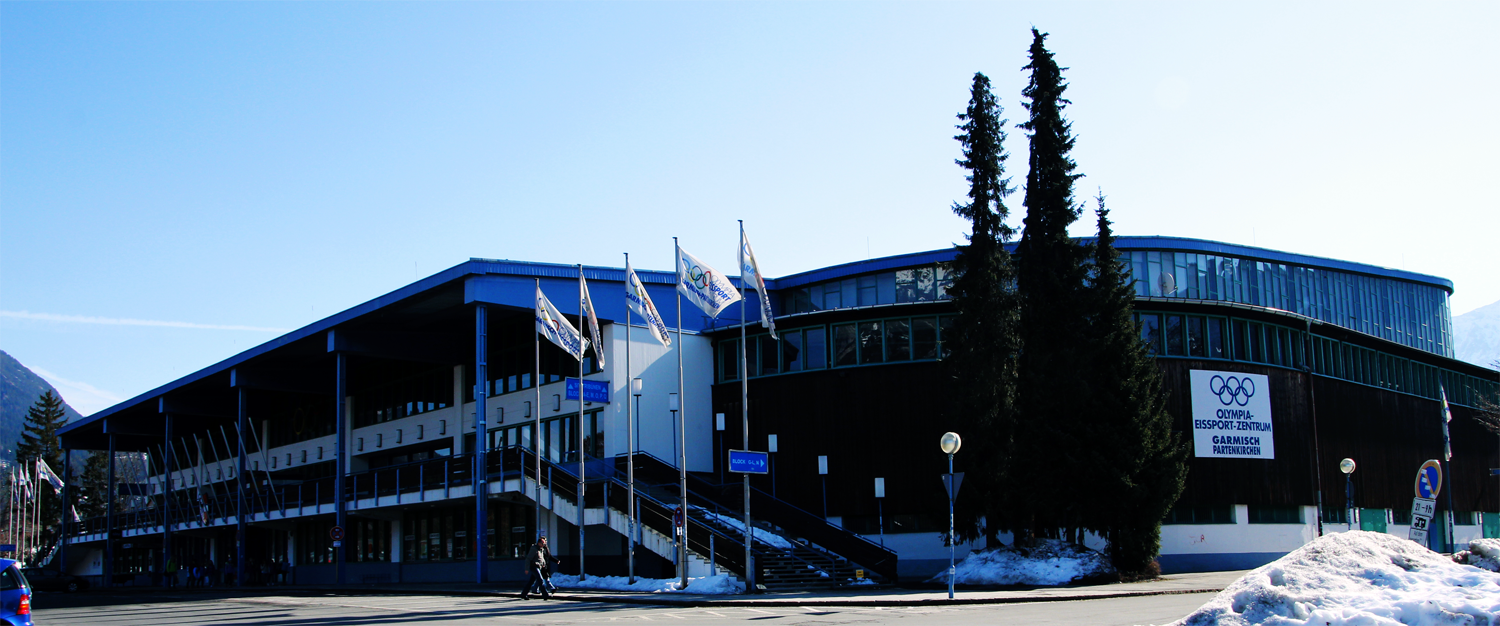
Außenansicht des Haupttraktes